# Macroclinium brasiliense
Macroclinium brasiliense är en orkidéart som först beskrevs av Guido Frederico João Pabst, och fick sitt nu gällande namn av Dodson. Macroclinium brasiliense ingår i släktet Macroclinium och familjen orkidéer. Inga underarter finns listade i Catalogue of Life.